# Jakub Novotný
Jakub Novotný (* 22. dubna 1977 Jihlava) je český ekonom, manažer a vysokoškolský pedagog, v letech 2010 až 2014 rektor Vysoké školy polytechnické Jihlava (VŠPJ).

## Život
Narodil se v dubnu 1977 v Jihlavě. V mládí absolvoval studium na Vysoké škole ekonomické v Praze, na jejíž Podnikohospodářské fakultě získal inženýrský titul. Po studiu se v roce 2001 začal podílet na tvorbě investičních projektů mj. pro Kraj Vysočina. Na Fakultě informatiky a statistiky VŠE poté získal titul Ph.D. V lednu 2005 začal pracovat na Vysoké škole polytechnické Jihlava. Nejprve na ní působil jako odborný asistent na Katedře ekonomických studií, později se stal zástupcem vedoucího katedry a nakonec katedru od roku 2007 sám vedl. V letech 2005 až 2008 byl Novotný také prvním předsedou Akademického senátu VŠPJ.
V červnu 2010 se stal rektorem VŠPJ, když jím byl zvolen jako jediný kandidát na funkci rektora. Nahradil tak dosavadního rektora Ladislava Jirků. Ve svých 33 letech se tak v té době stal vůbec nejmladším rektorem české vysoké školy. Mandát mu vypršel v květnu 2014, když jej nahradil Václav Báča. V roce 2016 začal pracovat na vědeckém pracovišti Centrum Telč. V roce 2022 byl nominován na cenu Osobnost Moravy za rok 2022.
Hovoří plynně anglicky, německy a rusky. Je ženatý a má dvě děti.